# Herramientas de aprendizaje social
Las Herramientas de Aprendizaje social son aquellos recursos utilizados para propósitos pedagógicos y andragógicos que utilizan un software social y/o medios de comunicación social para facilitar el aprendizaje a través de interacciones entre personas y sistemas. La idea de instalar las "Herramientas de Aprendizaje Social" es hacer la educación más conveniente y amplia. Por tanto, las personas pueden adquirir conocimiento a distancia mediante Facebook, Twitter, Whatsapp y otras. Las herramientas de Aprendizaje social pueden mediar los entornos de aprendizaje formal o informal para ayudar a crear conexiones entre estudiantes, instructores e información. Estas conexiones forman redes de conocimiento dinámico.  Las compañías están utilizando aprendizaje social para mejorar la transferencia de conocimiento dentro de los departamentos a través de equipos y la utilización de una variedad de herramientas para crear un entorno de aprendizaje social.
Estas herramientas están siendo utilizadas por personas que están dispuestas a compartir sus buenas ideas con alguien más. Las ideas pueden estar relacionadas con cualquier estudio académico u otras habilidades diarias que requieren de la participación con otros. No necesariamente está limitado a la enseñanza, es más sobre el pensamiento y la práctica de los educadores que buscan acompañar al alumno, que están dispuestos a preocuparse por los estudiantes y traer el aprendizaje a nuestra vida diaria.  A través de la creación en herramientas de aprendizaje social, los practicantes serán capaces de combinar ambos aprendizajes y preocuparse por utilizar estas herramientas.

## Los tipos de Herramientas de Aprendizaje Social que utilizan más frecuentemente las personas

### Facebook
La red social: Facebook, ha sido posicionada entre los primeros 100 lugares como herramientas de aprendizaje que las personas utilizan con mayor frecuencia. El director de Servicio al Cliente para la empresa Articulate, Gabe Anderson dijo que utiliza Facebook para comprobar cualquier actualización de información. Y a través de un click en el enlace dónde las personas comparten su página de Facebook,  es capaz de ver lo que sus amigos sienten acerca de la información y sus opiniones. Además, un diseñador instruccional, Pensilvania dijo que lo que estudiantes solo tienen que crear una cuenta en Facebook con un perfil  y justo después, encuentran a otras personas con los mismos gustos y con el interés de compartir diferentes ideas a través de Facebook.

### Twitter
Twitter, es una red social, libre, en línea, y con un servicio de Microblogging que habilita a sus usuarios a enviar y recibir mensajes de hasta 140 caracteres. Fue fundado en 2006 por Jack Dorsey y Biz Stone. En los medios de comunicación, en particular, Twitter se utiliza como una manera de difundir noticias de última hora. Por lo tanto, la gente usa Twitter como una manera de conocer la información actualizada acerca de la sociedad.

## Tipos de entornos de Herramientas de Aprendizaje Social
Los entornos de las herramientas de Aprendizaje social pueden ayudar a crear conexiones entre estudiantes, profesores y conocimiento que se va adquiriendo.
El entorno puede ser formal o informal.
- Aprendizaje formal, significa que el proceso de adquirir el conocimiento ocurre dentro de una escuela, colegio, instituto o universidad. Profesores de la Universidad de College de Londres utilizan la página Moodle para publicar la información más reciente de los estudiantes, por ejemplo, los cursos que son utilizados durante las conferencias, asignaturas, concursos y foros. Los estudiantes pueden previsualizar y revisar lo que los profesores abordaron en cualquier momento que deseen .
- Aprendizaje informal, significa que las personas consiguen la información inadvertidamente como usualmente pasa en nuestra vida diaria.[5] El entorno del aprendizaje informal mayoritariamente sucede durante la conversación entre personas, y también en la ampliación y exploración de una experiencia personal.  Una serie de circunstancias son consideradas como los entornos de aprendizaje informal.

Otro ejemplo de entorno de aprendizaje informal son los medios de comunicación social, por ejemplo: Facebook, Instagram, Twitter, canales Televisivos, entre otros. Hay muchos canales de televisión sobre comidas y delicias enseñando a las personas interesadas en cocinar, el encargado generalmente empieza por mostrar a la audiencia los ingredientes requeridos, el nivel óptimo de la temperatura que tendrían que utilizar y cómo hacerlo más atractivo añadiendo alguna salsa. Las personas aprenden cómo cocinar platillos en cualquier momento, en cualquier sitios que elijan, lo único que necesitan es prender la televisión o abrir la página web para mirar la emisión en vivo.
Una revisión histórica de la programación educativa en Finlandia fue proporcionada por Aarreniemi-Jokipelto en 2006, tal como los reportes mencionaron, la televisión educativa en Finlandia corre casi en paralelo a la de EE. UU., 
la razón del devastador desarrollo en tomar la televisión como herramienta de aprendizaje es el deseo de educar estudiantes en casa. Además, jugar, es la palabra clave para describir el entorno de aprendizaje informal. Un juego ITV llamado Winky Dink, en el momento en que los caracteres en el juego requieran ayuda, se les solicitará a los niños usar sus lápices especiales de colores para dibujar en la pantalla eléctrica, y dar soporte al carácter. Así, el juego asegura que los niños realmente lo disfruten y aprendan las cosas nuevas que dibujan cuándo están mirando y ayudando a Winky–Dink en sus aventuras.

## Efectividad de las herramientas de aprendizaje social
1. Comodidad: El uso de las herramientas de aprendizaje social proporciona a las personas una plataforma para optar por la "Educación a distancia", las personas no están obligadas a trasladarse de su hogar para aprender sea cual sea la materia y no requieren del contacto cara a cara para comunicarse con los profesores. En el ámbito empresarial también se emplea el Internet o algunos sistemas tecnológicos particulares para mejorar la transferencia de conocimiento dentro de los departamentos y entre los equipos. El uso de estas herramientas de aprendizaje social puede fomentar la comunicación y el intercambio de conocimientos e ideas en todo el departamento. Un ejemplo de herramienta de aprendizaje social en el ámbito laboral es el de Yammer, la cual es una herramienta que no sólo se emplea para compartir experiencias en el ámbito laboral, sino que también se pueden discutir proyectos que se estén realizando en ese momento mediante el uso de un foro. Esta herramienta es muy útil a la hora de realizar intercambio de ideas porque ahorra tiempo en organización de reuniones laborales cara a cara.
2. Costo-eficiencia, ahorro de dinero: Otra de las ventajas que ofrecen las herramientas de aprendizaje social es el fácil acceso a toda la información que necesiten en un momento dado. Por ejemplo, las personas que miran el programa televisivo "MasterChef" pueden aprender a cocinar platos sin tener que pagar nada. No necesitan asistir a un centro de formación culinaria para obtener la información que requieren, lo cual se traduce en un ahorro de dinero y tiempo.  Otro ejemplo aplicado en el ámbito educativo, los estudiantes que necesiten una alta calificación en los exámenes de IELTS o SAT deben memorizar una gran cantidad de vocabulario. Para ello, el uso de las aplicaciones de aprendizaje en línea ha facilitado la adquisición de vocabulario y conocimientos sobre diferentes temáticas sin ningún coste para los usuarios.
3. Promover el comercio: Si las empresas crean un foro en línea donde sus clientes puedan expresar sus opiniones sobre los productos consumidos, podría ayudar a la empresa a establecer mejoras en su estrategia de marketing. Ya que conocerá de primera mano la experiencia del consumidor y será más fácil satisfacer sus necesidades.
4. El alumno dentro de un entorno de educación de aprendizaje por televisión consigue mejor rendimiento de aprendizaje que su contraparte en un entorno tradicional: Las herramientas de aprendizaje social cuentan con algunas funciones especiales, tal es el caso de los equipos de autoeficacia, lo que significa que las personas pueden elegir entre los diferentes tipos de rendimientos existentes y seleccionar el que mejor se adapte a sus necesidades de aprendizaje. Los alumnos pueden aprender en diferentes etapas y diferentes ritmos de acuerdo a su conocimiento personal y a su capacidad de aprendizaje

## Inconvenientes de las Herramientas de Aprendizaje Social
- Los instructores o profesores requieren de una gran cantidad de tiempo para aprender cómo enseñar electrónicamente

- Incrementa el índice de plagio en los estudiantes del curso

- Puede ser necesario comprar equipo de multimedia y otros requerimientos.

- Carencia de interacción cara a cara.

## Aspectos a tener en cuenta a la hora de llevar a cabo una estrategia de aprendizaje social
- La tecnología que usemos para construir el aprendizaje social debe ser sencilla y accesible:

Las aplicaciones que usemos serán más efectivas si no requieren de conocimientos técnicos avanzados para su uso. Esta es una de las claves del éxito de redes sociales tales cono Facebook o Twitter.
- El contenido debe ser de valor:

El contenido debe ser comunicativo y fácil de llegar para el que lo lee y por otro lado tiene que tener un significado sustancioso y que no carezca de valor.
- Se debe conseguir una transición natural del aprendizaje formal al aprendizaje informal:

El aprendizaje social debe estar alineado con el aprendizaje formal, los entornos de aprendizaje formales, pueden suponer buenos puntos de partida para acabar enlazando con un aprendizaje de carácter más informal.